# 17023 Abbott
17023 Abbott (1999 EG) là một tiểu hành tinh vành đai chính được phát hiện ngày 7 tháng 3 năm 1999 bởi J. Broughton ở Reedy Creek Observatory.